# Arte merovíngia

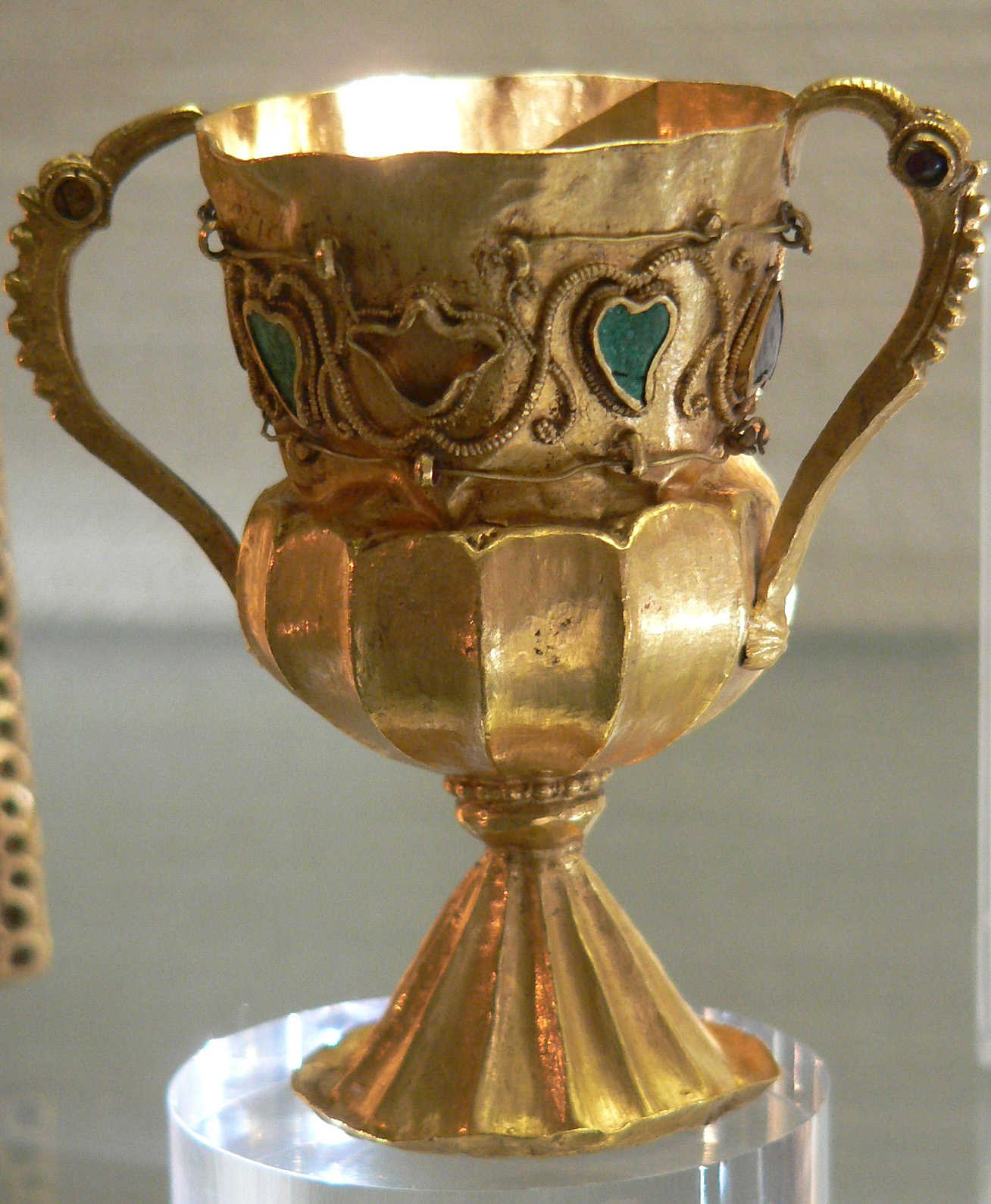
Cálice de ouro

A arte merovíngia é a arte da dinastia Merovíngia dos Francos, que durou do século V até o século VIII nas atuais França e Alemanha. O advento da Dinastia Merovíngia na Gália no século V levou a importantes mudanças no campo das artes. A ascensão da ourivesaria e das iluminuras trouxe um ressurgimento da decoração celta, que é a base da arte merovíngia. Arte merovíngia refere-se à arte produzida nos territórios sob o domínio da dinastia merovíngia, uma dinastia franca que governou partes da atual França e Alemanha do século século V ao século século VIII, especificamente nas gerações consanguíneas que detinham autoridade mais ou menos efetiva sobre a Aquitânia, Borgonha, Austrásia e Bretanha.
A ascensão dos merovíngios ao trono na Gália no século V permitiu grandes mudanças na arte do período. No campo da arquitetura merovíngia, a unificação de Clóvis I (465-511) correspondeu à necessidade de construir novas igrejas e, especialmente, mosteiros. Os projetos seguiam frequentemente a arquitetura da Roma Antiga, mas também refletiam influências mais distantes, como a Síria e a Arménia. No leste, a maioria dos edifícios era construída em madeira; em contraste, no oeste e no sul, os de pedra eram mais comuns. A maioria das igrejas foi reconstruída, em mais do que uma ocasião, embora em alguns casos tenham sido reconstruídas por arqueólogos.
A antiga arte literária clássica, que ainda estava viva no século V graças às escolas de gramáticos e retóricos, foi lentamente transformada no século VI pelo desenvolvimento de uma cultura cristã através do trabalho dos bispos e dos mosteiros. A mesma transição ocorreu nas outras artes.
A escultura voltou a ser uma técnica para ornamentar sarcófagos, altares e obras eclesiásticas. Havia também ourivesaria, manuscritos com decoração em estilo animal com motivos da Antiguidade Tardia e outras contribuições da Síria e da Irlanda.